# 张灵
张灵（1997年2月27日—），河南周口鹿邑县人，中国女子赛艇运动员，上海交通大学国际与公共事务学院2017级本科生。

## 生平
2008年6月，她被上海的赛艇教练选中，成为一名赛艇运动员。2009年入选上海青浦区少体校赛艇队；2015年入选上海市赛艇队，同年入选国家赛艇队。
2015年成为全国青年运动会赛艇女子单人双桨和四人双桨项目冠军；
2016年取得里约奥运会女子四人双桨项目第六名；
2017年获得天津全运会女子四人双桨项目冠军、女子双人双桨项目亚军；
2017年赛艇世界杯第二站成为女子双人双桨项目亚军；
2018年赛艇世界杯第二站成为女子四人双桨项目亚军；
2018年成为世界赛艇锦标赛女子四人双桨项目第四名；
2019年9月1日，张灵与队友陈云霞、吕扬、崔晓桐获得2019年世界赛艇锦标赛中获得赛艇女子四人双桨金牌，成绩为6分34秒65，并获得该项目的2020年东京奥运会参赛资格。
2021年7月28日，张灵在东京夏季奥林匹克运动会上与队友陈云霞、吕扬、崔晓桐一起获得女子四人双桨金牌，并协力创造该项目世界最好成绩6分05秒13。
2022年5月3日被授予中国青年五四奖章。